# Leon Edel
Joseph Leon Edel, né le 9 septembre 1907 à Pittsburg en Pennsylvanie et décédé le 5 septembre 1997, est un critique littéraire et biographe canadien.
L'Encyclopédie Britannica considère Leon Edel comme le plus grand spécialiste du XXe siècle de la vie et de l’œuvre de Henry James. En 1963, la biographie de Henry James par Leon Edel a remporté le National Book Award et le Prix Pulitzer.

## Biographie
Né aux États-Unis, mais élevé en Saskatchewan, au Canada, Leon Edel fait ses études à l'Université McGill de Montréal. Lié au cercle de l'avant-garde littéraire dans le Montréal anglophone des années 1920, il est l'un des fondateurs du McGill Fortnightly Review. Il se rend ensuite à Paris pour étudier à la Sorbonne. À son retour au pays, dans les années trente, il enseigne les littératures anglaise et américaine à l'Université Concordia (qui, à cette époque, porte le nom d'Université Sir Georges Williams) puis, de 1960 à 1972, à l'université de New York, avant de s'établir, dans les années soixante-dix, à l'Université d'Hawaii à Manoa. 
Il fait paraître des ouvrages sur James Joyce et sur le Bloomsbury Group, mais le sommet de sa carrière demeure la publication de sa monumentale biographie de Henry James, en cinq volumes. Outre une étude fouillée et perspicace des romans et nouvelles de l'auteur du Tour d'écrou, il révèle les relations ambiguës de l'écrivain avec la romancière Constance Fenimore Woolson et ses penchants homosexuels, notamment pour le sculpteur Hendrik Christian Andersen. En 1937, Edel découvre et publie Hugh Merrow, une nouvelle inachevée de l'auteur de Daisy Miller. Il a aussi fait publier le journal de Alice James, sœur de Henry.